# Théâtre Carlo-Goldoni (Venise)
Pour les articles homonymes, voir théâtre Carlo-Goldoni.
Le théâtre Carlo-Goldoni (en italien Teatro stabile del Veneto "Carlo Goldoni", anciennement Teatro San Luca ou Teatro Vendramin di San Salvatore) est un théâtre de Venise situé près du pont du Rialto dans le centre historique de Venise.

## Liminaire
Inauguré en 1622, c'est le plus ancien théâtre de Venise toujours en activité.

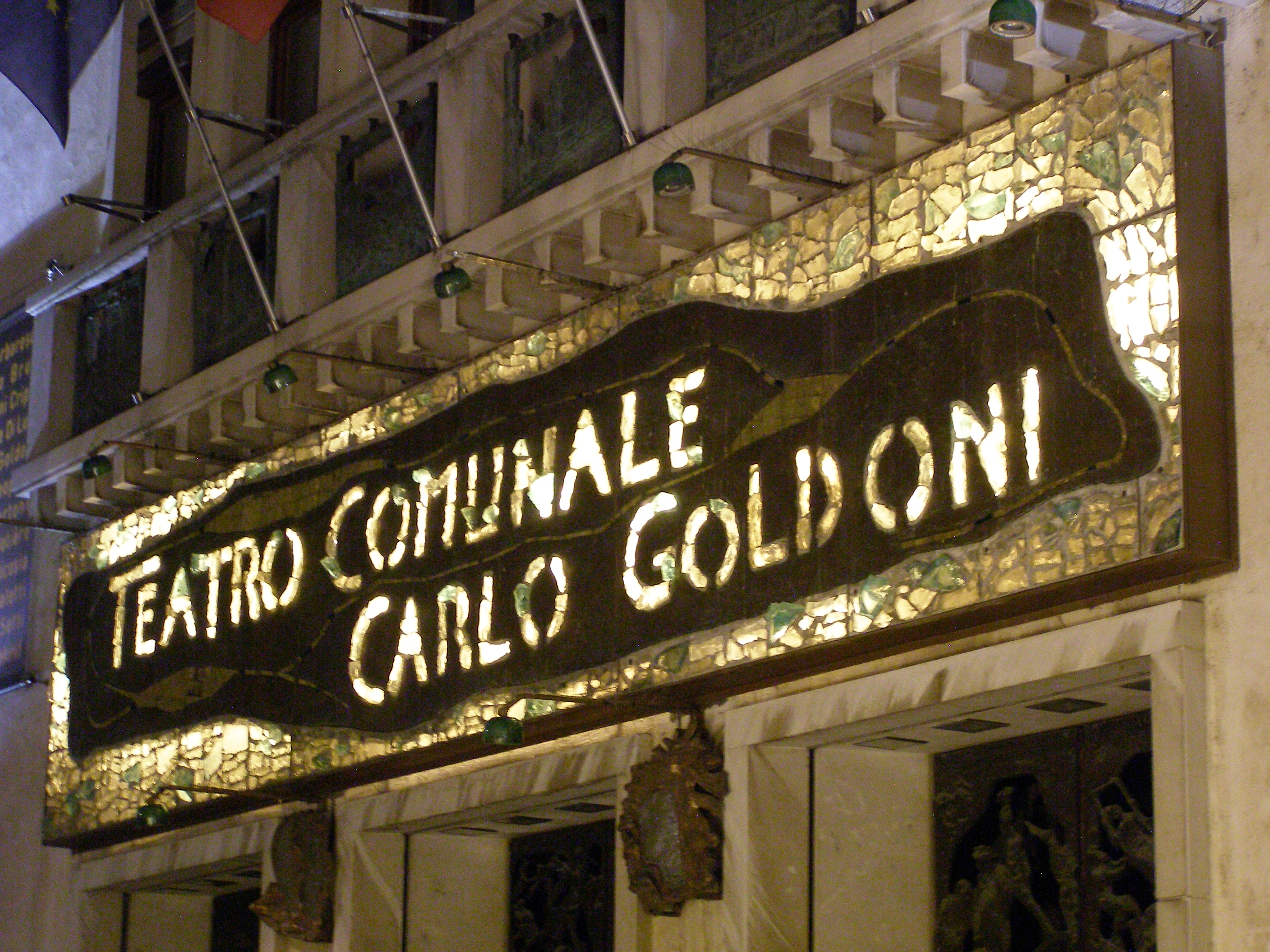
Théâtre Carlo-Goldoni.

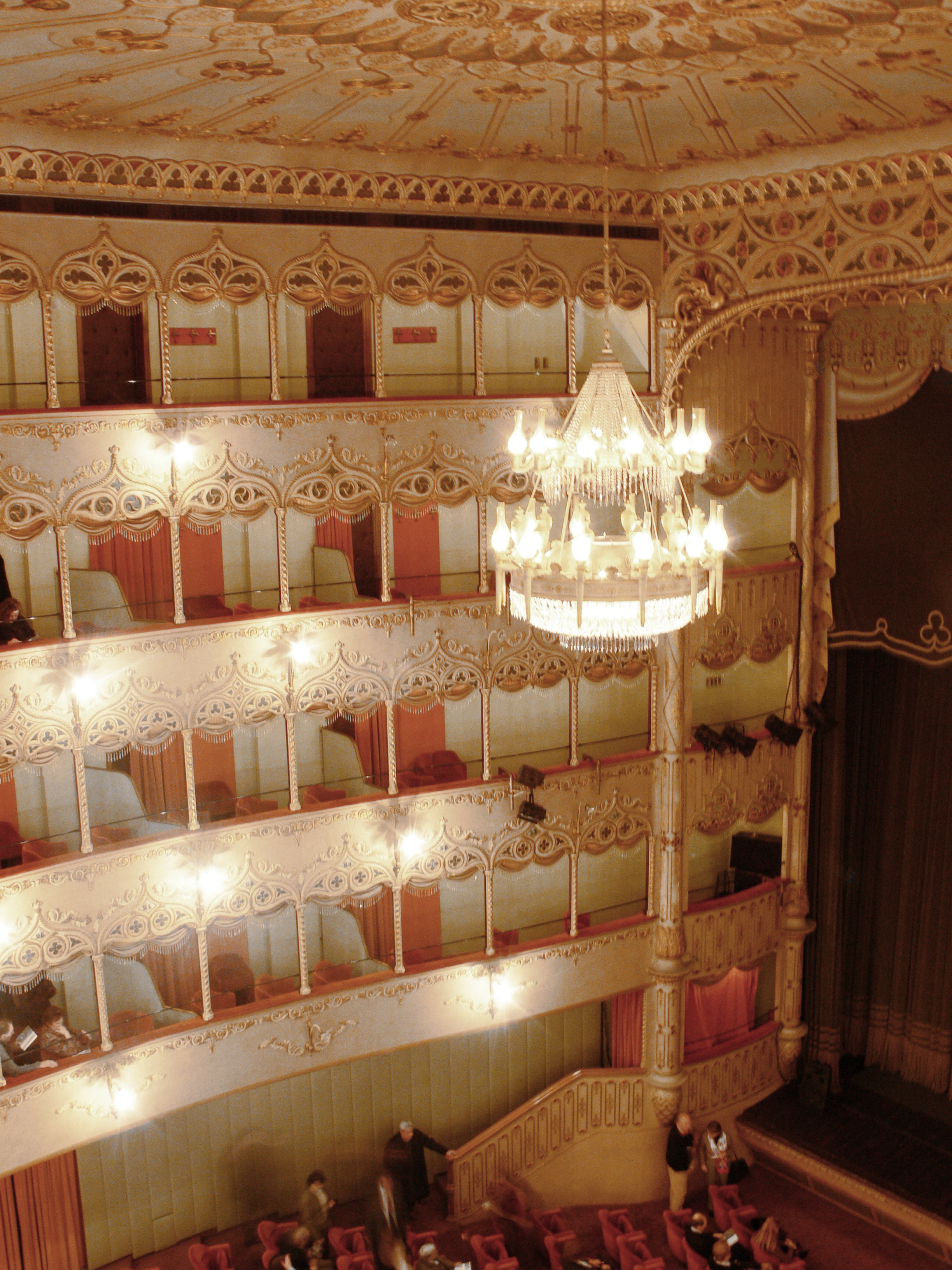
Théâtre Carlo-Goldoni.

## Histoire
Le théâtre a subi de nombreuses modifications et restaurations à la suite d'incendies ou de défaillances structurelles. Parmi les plus importantes, celle de 1818, par l'architecte et scénographe Giuseppe Borsato et celle de 1833, où la décoration des salles est confiée à Francesco Bagnara, alors scénographe à la Fenice. À cette époque, le théâtre prend le nom d'Apollo. 

## Premières
Trois œuvres de Gaetano Donizetti ont connu leur première absolue au théâtre :  
- Enrico di Borgogna, le 14 novembre 1818 ;
- Una follia, le 17 décembre 1818 ;
- Pia de' Tolomei, le 18 février 1837.